# گونئیتسا
گونئیتسا (به صربی: Gunjica) یک روستا در صربستان است که در Mionica واقع شده‌است.